# 52. Międzynarodowy Festiwal Filmowy w Cannes
52. Międzynarodowy Festiwal Filmowy w Cannes odbył się w dniach 12−23 maja 1999 roku. Imprezę otworzył pokaz rosyjskiego filmu Cyrulik syberyjski w reżyserii Nikity Michałkowa. W konkursie głównym zaprezentowane zostały 22 filmy pochodzące z 15 różnych krajów.
Jury pod przewodnictwem kanadyjskiego reżysera Davida Cronenberga przyznało nagrodę główną festiwalu, Złotą Palmę, belgijskiemu filmowi Rosetta w reżyserii braci Dardenne. Drugą nagrodę w konkursie głównym, Grand Prix, przyznano francuskiemu obrazowi Ludzkość w reżyserii Bruno Dumonta.
Galę otwarcia i zamknięcia festiwalu prowadziła brytyjska aktorka Kristin Scott Thomas.

## Członkowie jury

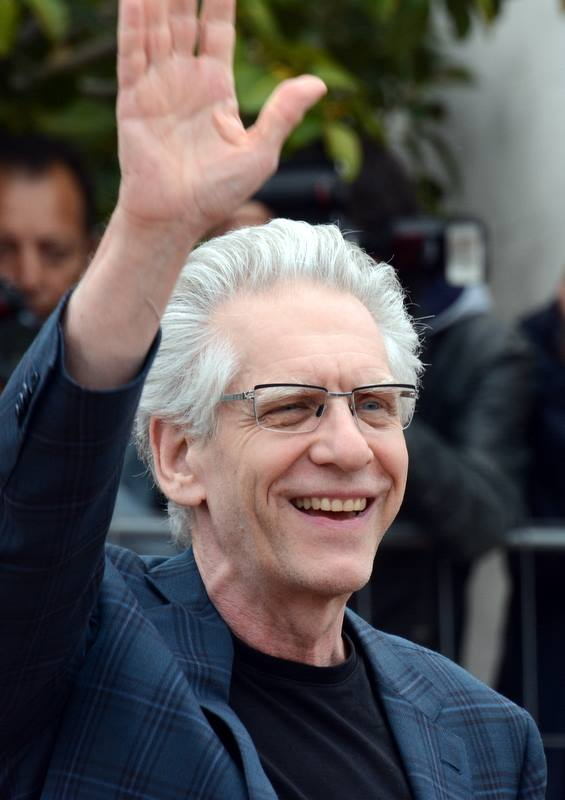
Przewodniczący jury konkursu głównego David Cronenberg.

### Konkurs główny
- David Cronenberg, kanadyjski reżyser − przewodniczący jury[5]
- Dominique Blanc, francuska aktorka
- Doris Dörrie, niemiecka reżyserka
- Jeff Goldblum, amerykański aktor
- Barbara Hendricks, szwedzka śpiewaczka operowa
- Holly Hunter, amerykańska aktorka
- George Miller, australijski reżyser
- Maurizio Nichetti, włoski reżyser
- Yasmina Reza, francuska pisarka
- André Téchiné, francuski reżyser

### Sekcja „Un Certain Regard”
- Lambert Wilson, francuski aktor − przewodniczący jury
- Irene Bignardi, włoska krytyczka filmowa
- Annie Coppermann, francuska krytyczka filmowa
- Thierry Gandillot, francuski dziennikarz
- Jonathan Romney, brytyjski krytyk filmowy
- Laurent Tirard, francuski reżyser

### Cinéfondation i filmy krótkometrażowe
- Thomas Vinterberg, duński reżyser − przewodniczący jury
- Cédric Klapisch, francuski reżyser
- Virginie Ledoyen, francuska aktorka
- Walter Salles, brazylijski reżyser
- Greta Scacchi, włoska aktorka

### Złota Kamera – debiuty reżyserskie
- Michel Piccoli, francuski aktor − przewodniczący jury
- Jean-Pierre Beauviala, francuski inżynier i twórca kamer filmowych
- Cherifa Chabane, francuska krytyczka filmowa
- Caroline Champetier, francuska operatorka filmowa
- Paola Malanga, wicedyrektorka Rai Cinema
- José María Riba, hiszpański krytyk filmowy
- Marie Vermillard, francuska reżyserka
- Peter von Bagh, fiński historyk filmu

## Selekcja oficjalna

### Otwarcie i zamknięcie festiwalu
|             | Tytuł              | Reżyseria        | Kraj produkcji  |
| ----------- | ------------------ | ---------------- | --------------- |
| Otwierający | Cyrulik syberyjski | Nikita Michałkow | Rosja           |
| Zamykający  | Idealny mąż        | Oliver Parker    | Wielka Brytania |

### Konkurs główny
Następujące filmy zostały wyselekcjonowane do udziału w konkursie głównym o Złotą Palmę:
| Tytuł polski                   | Tytuł oryginalny                     | Reżyseria                                           | Kraj produkcji    |
| ------------------------------ | ------------------------------------ | --------------------------------------------------- | ----------------- |
| 8 i pół kobiety                | 8½ Women                             | Peter Greenaway                                     | Wielka Brytania   |
| Niańka                         | La balia                             | Marco Bellocchio                                    | Włochy            |
| Nie ma kto pisać do pułkownika | El coronel no tiene quien le escriba | Arturo Ripstein                                     | Meksyk            |
| Cradle Will Rock               | Cradle Will Rock                     | Tim Robbins                                         | Stany Zjednoczone |
| Podróż Felicji                 | Felicia's Journey                    | Atom Egoyan                                         | Kanada            |
| Opowieści z wyspy Kisz         | قصه‌های کیش Ghessé hayé kish          | Abolfazl Jalili, Mohsen Makhmalbaf i Nasser Taghvai | Iran              |
| Ghost Dog: Droga samuraja      | Ghost Dog: The Way of the Samurai    | Jim Jarmusch                                        | Stany Zjednoczone |
| Ludzkość                       | L'humanité                           | Bruno Dumont                                        | Francja           |
| Cesarz i zabójca               | 荊軻刺秦王 Jing Ke ci Qin Wang       | Chen Kaige                                          | Chiny             |
| Kadosz                         | קדוש Kadosh                          | Amos Gitaj                                          | Izrael            |
| Kikujiro                       | 菊次郎の夏 Kikujirô no natsu         | Takeshi Kitano                                      | Japonia           |
| List                           | A Carta                              | Manoel de Oliveira                                  | Portugalia        |
| W zawieszeniu                  | Limbo                                | John Sayles                                         | Stany Zjednoczone |
| Moloch                         | Молох Mołoch                         | Aleksandr Sokurow                                   | Rosja             |
| Nasze szczęśliwe życie         | Nos vies heureuses                   | Jacques Maillot                                     | Francja           |
| Pola X                         | Pola X                               | Leos Carax                                          | Francja           |
| Rosetta                        | Rosetta                              | Jean-Pierre i Luc Dardenne                          | Belgia            |
| Prosta historia                | The Straight Story                   | David Lynch                                         | Stany Zjednoczone |
| Czas odnaleziony               | Le temps retrouvé                    | Raúl Ruiz                                           | Francja           |
| Miłość nas rozłączy            | 天上人間 Tin seung yan gaan          | Nelson Yu Lik-wai                                   | Hongkong          |
| Wszystko o mojej matce         | Todo sobre mi madre                  | Pedro Almodóvar                                     | Hiszpania         |
| Wonderland                     | Wonderland                           | Michael Winterbottom                                | Wielka Brytania   |

### Pokazy pozakonkursowe
Następujące filmy zostały wyświetlone na festiwalu w ramach pokazów pozakonkursowych:
| Tytuł polski         | Tytuł oryginalny                        | Reżyseria         | Kraj produkcji    |
| -------------------- | --------------------------------------- | ----------------- | ----------------- |
| Żegnaj, stały lądzie | Adieu, plancher des vaches!             | Otar Ioseliani    | Francja           |
| Dogma                | Dogma                                   | Kevin Smith       | Stany Zjednoczone |
| Ed TV                | EDtv                                    | Ron Howard        | Stany Zjednoczone |
| Osaczeni             | Entrapment                              | Jon Amiel         | Wielka Brytania   |
| Idealny mąż          | An Ideal Husband                        | Oliver Parker     | Wielka Brytania   |
| Angol                | The Limey                               | Steven Soderbergh | Stany Zjednoczone |
| Mój ukochany wróg    | Mein liebster Feind – Klaus Kinski      | Werner Herzog     | Niemcy            |
| Cyrulik syberyjski   | Сибирский цирюльник Sibirskij cyriulnik | Nikita Michałkow  | Rosja             |

### Sekcja „Un Certain Regard”
Następujące filmy zostały wyświetlone na festiwalu w ramach sekcji "Un Certain Regard":
| Tytuł polski                                                                 | Tytuł oryginalny                                      | Reżyseria                           | Kraj produkcji    |
| ---------------------------------------------------------------------------- | ----------------------------------------------------- | ----------------------------------- | ----------------- |
| Wspaniali ludzie                                                             | Beautiful People                                      | Jasmin Dizdar                       | Wielka Brytania   |
| Berezyna                                                                     | Beresina oder Die letzten Tage der Schweiz            | Daniel Schmid                       | Szwajcaria        |
| Tak blisko do raju                                                           | 扁担·姑娘 Biandan, guniang                            | Wang Xiaoshuai                      | Chiny             |
| Śluby Deusa                                                                  | As Bodas de Deus                                      | João César Monteiro                 | Portugalia        |
| Inny                                                                         | الآخر El-akhar                                        | Jusuf Szahin                        | Egipt             |
| Warsztat Olimp                                                               | Garage Olimpo                                         | Marco Bechis                        | Argentyna         |
| Genezis                                                                      | La genèse                                             | Cheick Oumar Sissoko                | Mali              |
| Noc w haremie                                                                | Harem Suare                                           | Ferzan Özpetek                      | Turcja            |
| If I Give You My Humbleness, Don't Take Away My Pride (film krótkometrażowy) | If I Give You My Humbleness, Don't Take Away My Pride | Karin Westerlund                    | Szwecja           |
| Judy Berlin                                                                  | Judy Berlin                                           | Eric Mendelsohn                     | Stany Zjednoczone |
| Kaizokuban Bootleg Film                                                      | 海賊版 Kaizokuban Bootleg Film                        | Masahiro Kobayashi                  | Japonia           |
| Tron śmierci                                                                 | മരണ സിംഹാസനം Marana Simhasanam                            | Murali Nair                         | Indie             |
| Nadia i hipopotamy                                                           | Nadia et les hippopotames                             | Dominique Cabrera                   | Francja           |
| Pasażerowie                                                                  | Les passagers                                         | Jean-Claude Guiguet                 | Francja           |
| W nowej skórze                                                               | Peau neuve                                            | Émilie Deleuze                      | Francja           |
| Nazwij to snem                                                               | Ratcatcher                                            | Lynne Ramsay                        | Wielka Brytania   |
| Dive Bar Blues                                                               | 三條人 San tiao ren                                   | Christopher Doyle                   | Hongkong          |
| Cień                                                                         | The Shade                                             | Raphaël Nadjari                     | Stany Zjednoczone |
| Sycylia                                                                      | Sicilia!                                              | Jean-Marie Straub i Danièle Huillet | Włochy            |
| Marsz szczęścia                                                              | 天馬茶房 Tian ma cha fang                             | Lin Cheng-sheng                     | Tajwan            |
| Vanaprastham - Ostatni taniec                                                | വാനപ്രസ്ഥം Vanaprastham                                   | Shaji N. Karun                      | Indie             |
| Kadet Winslow                                                                | The Winslow Boy                                       | David Mamet                         | Wielka Brytania   |
| Ogłoszenia towarzyskie                                                       | 徵婚啓事 Zheng hun qi shi                             | Chen Kuo-fu                         | Tajwan            |

## Laureaci nagród

### Konkurs główny
Złota Palma

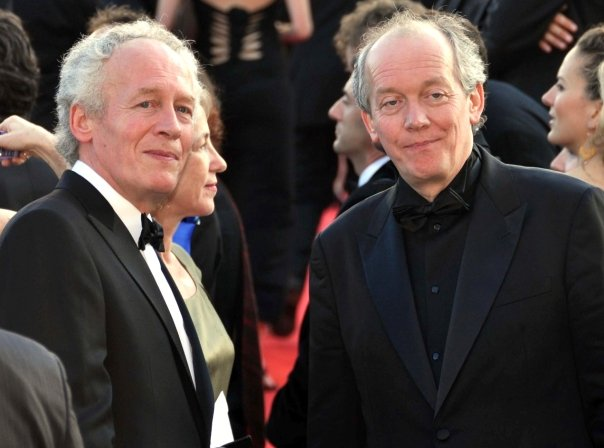
Laureaci Złotej Palmy bracia Dardenne.

- Rosetta, reż. Jean-Pierre i Luc Dardenne

Grand Prix
- Ludzkość, reż. Bruno Dumont

Nagroda Jury
- List, reż. Manoel de Oliveira

Najlepsza reżyseria
- Pedro Almodóvar − Wszystko o mojej matce

Najlepsza aktorka
- Séverine Caneele − Ludzkość
- Émilie Dequenne − Rosetta

Najlepszy aktor
- Emmanuel Schotté − Ludzkość

Najlepszy scenariusz
- Jurij Arabow − Moloch

### Konkurs filmów krótkometrażowych
Złota Palma dla najlepszego filmu krótkometrażowego
- Gdy wstaje dzień, reż. Amanda Forbis i Wendy Tilby

Nagroda Jury dla najlepszego filmu krótkometrażowego
- Piknik, reż. Song Il-gon
- Stop, reż. Rodolphe Marconi

Nagroda Cinéfondation dla najlepszej etiudy studenckiej
- I miejsce:  Second Hand, reż. Emily Young
- II miejsce:  Im Hukim, reż. Dower Koszaszwili /  La puce, reż. Emmanuelle Bercot
- III miejsce:  En God Dag At Go, reż. Bo Hagen Clausen
  - Wyróżnienie Specjalne:  Inter-View, reż. Jessica Hausner

Nagroda Kodaka dla najlepszego filmu krótkometrażowego
- Un petit air de fête, reż. Eric Guirado
  - Wyróżnienie:  Ô trouble, reż. Sylvia Calle

### Wybrane pozostałe nagrody

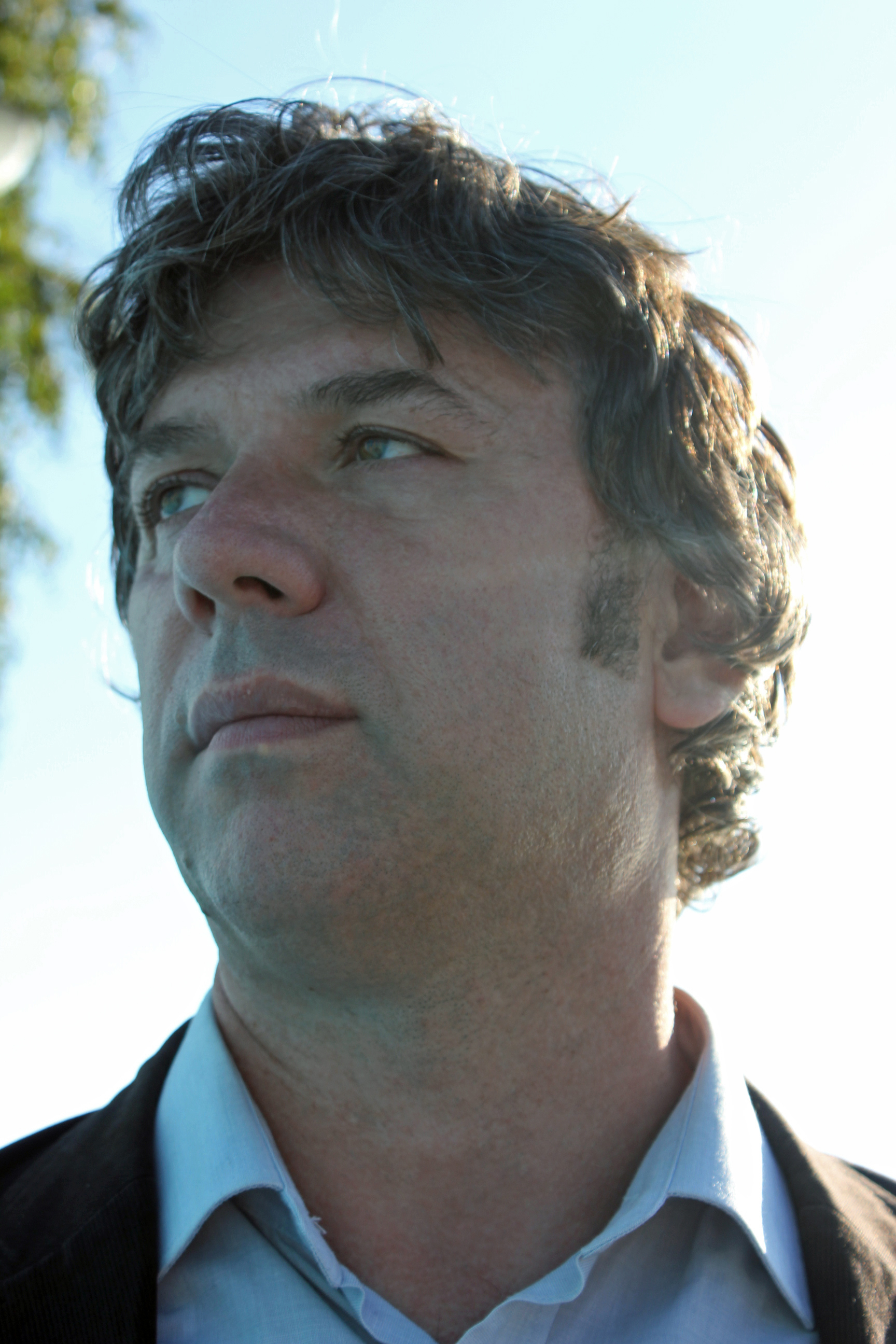
Zwycięzca sekcji „Un Certain Regard” Jasmin Dizdar.

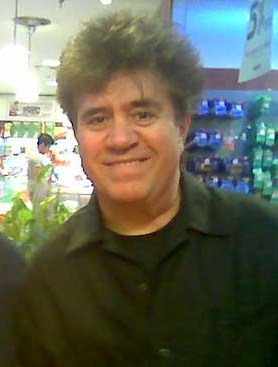
Kilkukrotnie nagrodzony reżyser Pedro Almodóvar.

Nagroda Główna w sekcji "Un Certain Regard"
- Wspaniali ludzie, reż. Jasmin Dizdar

Złota Kamera za najlepszy debiut reżyserski
- Tron śmierci, reż. Murali Nair

Nagroda Główna w sekcji „Międzynarodowy Tydzień Krytyki”
- Kwiaty z innego świata, reż. Icíar Bollaín

Nagroda Główna w sekcji "Quinzaine des Réalisateurs" – CICAE Award
- Qui plume la lune?, reż. Christine Carrière

Nagroda FIPRESCI
- Sekcja „Un Certain Regard”:  W nowej skórze, reż. Émilie Deleuze
- Sekcje paralelne:  M/Other, reż. Nobuhiro Suwa

Nagroda Jury Ekumenicznego
- Wszystko o mojej matce, reż. Pedro Almodóvar
  - Wyróżnienie:  Rosetta, reż. Jean-Pierre i Luc Dardenne

Wielka Nagroda Techniczna
- Juhua Tu za scenografię do filmu Cesarz i zabójca

Nagroda Młodych
- Najlepszy film zagraniczny:  Blair Witch Project, reż. Daniel Myrick i Eduardo Sánchez
- Najlepszy film francuski:  Podróże, reż. Emmanuel Finkiel

Nagroda im. François Chalais dla filmu propagującego znaczenie dziennikarstwa
- Inny, reż. Jusuf Szahin